# Занатта, Айван
Айван Занатта (англ. Ivan Zanatta, итал. Ivano Zanatta; род. 3 августа 1960, Торонто) — канадский и итальянский хоккеист и тренер.

## Биография
Родители Занатты — итальянцы, переехавшие в Канаду. В детстве играл в футбол, был в сборной Канады до 15 лет. В Канаде выступал за хоккейные команды университета и колледжа. Переехал в Италию, где принял гражданство страны, играл за команды «Кортина» (1984—1990), «Девилз Милано» (1990—1994), «Варезе» (1994—1996). Трёхкратный чемпион Италии (1992—1994). Играл за сборную Италии на чемпионате мира в группе Б и Олимпийских играх 1992 года. Работал главным тренером в итальянском клубе «Кортина» (1996—2000, также носил название «Кортина-Милан»). В швейцарском клубе «Лугано» в 2000—2005 годах был ассистентом, в 2006—2008 — главным тренером, в 2003 и 2006 годах становился чемпионом Швейцарии.
В апреле 2008 стал помощником главного тренера Барри Смита в петербургском СКА; со Смитом был знаком с 1989 года, когда играл под его руководством в сборной Италии. В сезоне 2009/10 возглавлял молодёжную команду СКА «СКА-1946». 17 апреля 2010 года стал главным тренером СКА. Через полгода, 19 октября, на основании результатов СКА, которые принято считать неудовлетворительными […] и с учетом того, что команда не смогла показать игру, достойную своего состава был отправлен в отставку. В мае 2013 стал ассистентом клуба КХЛ «Лев» Прагаб через год контракт с ним не был продлён. В 2014—2015 годах — спортивный менеджер сборной Италии, в 2015—2017 — спортивный менеджер и директор департамента по развитию игроков клуба «Амбри-Пиотта». В мае 2017 года стал ассистентом нового главного тренера клуба КХЛ «Сочи» Сергея Зубова, который под его руководством играл в СКА. В октябре 2018 года вошёл в тренерский штаб «Динамо» Санкт-Петербург из ВХЛ. После окончания сезона 2020/2021 контракт не был продлён.
30 июля 2021 года было сообщено, что Занатта назначен на пост главного тренера клуба КХЛ «Куньлунь Ред Стар» и сборной Китая.

## Личная жизнь
Сыновья Микаэль (род. 1989), Лука (род. 1991) и Алессандро (род. 1996) также хоккеисты; двое старших — игроки сборной Италии.